# Кармала (приток Степного Зая)
Кармала — река в России, протекает по Татарстану. Устье реки находится в 68 км по левому берегу реки Степной Зай (Заинское водохранилище). Длина реки составляет 14 км, площадь водосборного бассейна — 37,8 км.

## Данные водного реестра
По данным государственного водного реестра России относится к Камскому бассейновому округу, водохозяйственный участок реки — Кама от Нижнекамского гидроузла и до устья, без реки Вятка, речной подбассейн реки — бассейны притоков Камы до впадения Белой. Речной бассейн реки — Кама.